# Serhiy Grechyn
Serhiy Grechyn, né le 9 juin 1979 à Kiev, est un coureur cycliste ukrainien.

## Palmarès et résultats

### Palmarès par année
- 2006
  - 3e étape de la Rutas del Vino
  - 2e de la Rutas del Vino
- 2008
  - 3e du Tour de Bulgarie
- 2009
  - 1re étape de l'Univest Grand Prix (contre-la-montre par équipes)
- 2010
  - 3e du Tour du lac Taihu
- 2011
  - 1re étape du Tour de Ribas
  - 3e du Tour de Ribas
- 2013
  - 2e étape du Tour d'Algérie
  - Tour d'Azerbaïdjan :
    - Classement général
    - 2e étape

  - 3e de la Race Horizon Park II
- 2014
  - 1re et 3e épreuves du championnat d'Ukraine de courses à étapes
  - 3e du championnat d'Ukraine de courses à étapes
- 2017
  - 3e du championnat d'Ukraine du critérium

### Classements mondiaux
| Année            | 2007   | 2008 | 2009 | 2010   | 2011 | 2012 | 2013 | 2014 | 2015 | 2016 | 2017 | 2018   | 2019   |
| ---------------- | ------ | ---- | ---- | ------ | ---- | ---- | ---- | ---- | ---- | ---- | ---- | ------ | ------ |
| UCI Africa Tour  |        |      |      |        |      |      | 141e |      | 89e  |      |      |        |        |
| UCI Asia Tour    |        |      | 219e |        | 152e |      | 181e |      |      |      | 540e |        |        |
| UCI America Tour |        |      |      | 221e   |      |      |      |      |      |      |      |        |        |
| UCI Europe Tour  | 1 187e | 556e | 632e | 1 064e |      |      | 108e | 811e | 767e |      | 682e | 2 083e | 1 878e |